# Unión Deportiva Moravia
La Unión Deportiva Moravia fue un club de fútbol de la ciudad de San Vicente de Moravia, San José, Costa Rica. Fue fundado el 23 de noviembre de 1922. Ganó 2 títulos de Tercera División y 2 de la Segunda División de Costa Rica.

## Historia
En 1921 el C.S Moravia de San Vicente participa del campeonato por la Segunda División de Costa Rica ante La Libertad, Herediano y juvenil moraviano, siendo monarca en aquella categoría. Ésta hazaña deportiva y futbolística motiva a dirigentes y entusiastas a formar con jóvenes de la zona, el Club Sport Unión Deportiva Moravia.
El primer contacto con la Primera División de Costa Rica se dio en 1926 cuando se inscribió para el certamen, no duró mucho ya que solo jugó ese año y luego no se inscribió más; para 1944 ganó el cetro de la Segunda División de Costa Rica; no obstante no ascendió. Logró su cometido en 1950 cuando de nuevo se dejó el cetro y disputó la serie de promoción ante el CS Cartaginés, liquidando en tres choques al cuadro de la Vieja Metrópoli logrando el ascenso.
Estuvo hasta 1955, temporada en la cual solo logró ocho puntos de 36 posibles y así dijo adiós para siempre del fútbol de la división de honor; jugando un total de 76 partidos en la máxima categoría, aunque con saldo negativo.
Estuvo varios años más luchando en segunda y tercera división, desapareciendo a finales de los 80. 
Para el año 1989 se corona campeón nacional juvenil en ANAFA.
Aunque fue de vida efímera en el balompié mayor, el club josefino destacó en varios torneos intercantonales cuando usualmente debía actuar ante otros clubes de cantones vecinos que tendrían también representación en torneos de segunda y primera división, como el Club Sport Uruguay de Coronado o el Club Sport Guadalupe.
Cabe destacar que su mejor temporada en la Primera División fue en 1953, cuando alcanzó un histórico tercer lugar.

## Desaparición
Corrían los años 90 cuando el Club Unión Deportiva Moravia dejó de existir.
En el año 1974 Moravia irrumpe en la Segunda División y luego desciende. Posteriormente en 1980 los moravianos son campeones cantonales de la liga aficionada; dejando en el camino a la A.D Durpanel San Blas.
No obstante en 1991 Moravia se vuelve a coronar campeón por San José junto con Atlético Cariari de Plaza Víquez, La Unión de Pérez Zeledón y la Esc. de Fútbol de Escazú.

## Jugadores importantes de la época
Víctor Rodríguez, Eliseo Rojas, Valentín Cordero, “Cerilla” Bolaños, Miguel “Chino” Castro, Clarke Sánchez, José Luis “Saningo” Soto, Ignacio y José Manuel "Macho" Castro Valverde, Geofroy "Froy" Castro

## Datos del club
- Temporadas en Primera División: 5
- Temporadas en Segunda División de Costa Rica: ¿?
- Temporadas en Tercera División: ¿?

- Mayor goleada conseguida:
  - 11-1 frente al Deportivo Saprissa

- Mayor posición:
  - 5 lugar.

## Palmarés

### Torneos nacionales
- Campeón Tercera División de Ascenso ANAFA San José Region 5 (1): 1991
- Ascenso Reglamentario de FCF y Liga de Tercera División (2.ª División de Ascenso): 1974-75
- Primera División de Costa Rica (0): -
- Segunda División de Costa Rica (2): 1944 y 1950